# Квашнин, Константин Павлович
Константин Павлович Квашнин (27 декабря 1898  [8 января 1899], Москва — 2 ноября 1982, Москва) — российский и советский спортсмен.

## Биография
Футболист, полузащитник. Впоследствии — футбольный тренер, привёл московское «Динамо» к победе в первом розыгрыше чемпионата СССР по футболу. Заслуженный мастер спорта СССР (1936, лишён звания в 1943 году, восстановлен в 1946).
Многократный чемпион Москвы и участник чемпионатов РСФСР и СССР по боксу, греко-римской борьбе, тяжёлой атлетике (штанга), бегу на коньках. Игрок в хоккей с мячом, в начале 1930-х — сильнейший центральный полузащитник, игрок сборных РСФСР и СССР.
Воспитанник футбольной секции РГО «Сокол» (Русское гимнастическое общество). Начал свою футбольную карьеру в молодёжной команде РГО «Сокол» в 1913 году. Одним из первых в советском футболе начал внедрять в практику систему «дубль-вэ». Первым в советской печати (в 1935 году) предложил развивать в Советском Союзе хоккей с шайбой.
В 1952 году работал главным тренером Шахтёр (Сталино). В октябре 1952 года вышел приказ Всесоюзного комитета по делам физкультуры и спорта, где отмечалось, что К.Квашнин допустил снижение дисциплины в команде, потерял авторитет среди футболистов и руководить командой в дальнейшем не может.
В 1953—1969 годах — председатель спортивно-технической комиссии Федерации футбола РСФСР. Директор магазина спорттоваров — 1953—1960.
Скончался 2 ноября 1982 года в Москве.

## Достижения
Футбол
- Чемпион СССР: 1936 (весна), 1938
- Серебряный призёр чемпионата СССР: 1936 (осень), 1937
- Бронзовый призёр чемпионата СССР: 1948
- Обладатель Кубка СССР: 1938, 1949

Хоккей с мячом
- Чемпион СССР: 1933, 1935, 1936
- Обладатель Кубка СССР: 1937
- Чемпион РСФСР: 1932, 1934